# تپه نوشیروان
تپه نوشیروان مربوط به عصر مس - سده‌های میانه دوران‌های تاریخی پس از اسلام است و در شهرستان سرپل ذهاب، بخش مرکزی، دهستان دشت ذهاب، شمال روستای نوشیروان واقع شده و این اثر در تاریخ ۲۷ اسفند ۱۳۸۷ با شمارهٔ ثبت ۲۶۲۷۹ به‌عنوان یکی از آثار ملی ایران به ثبت رسیده است.